# Шакша (Иглинский район)
Шакша (баш. Шаҡша) — деревня в Иглинском районе Республики Башкортостан Российской Федерации. Входит в состав Калтымановского сельсовета.

## География

### Географическое положение
Расстояние до:
- районного центра (Иглино): 25 км,
- центра сельсовета (Калтыманово): 20 км,
- ближайшей ж/д станции (Шакша): 5 км.

## Население
| 2002 | 2009 | 2010 |
| ---- | ---- | ---- |
| 192  | ↗248 | ↗290 |

### Национальный состав
Согласно переписи 2002 года, преобладающие национальности — белорусы (34 %), русские (26 %).